# 岩出警察署
岩出警察署（いわでけいさつしょ）は、和歌山県警察が管轄する警察署の一つ。
識別章所属表示はWI。

## 所在地
- 和歌山県岩出市高塚198番地1

## 管轄区域
- 紀の川市
- 岩出市

## 沿革
- 1877年（明治10年）2月 - 岩出警察署が発足（那賀郡、伊都郡全域を管轄）。
- 1948年（昭和23年）3月 - 警察法施行により、国家地方警察那賀地区警察となる。
- 1954年（昭和29年）7月 - 現警察法施行により、岩出警察署が発足。
- 1994年（平成6年）12月 - 庁舎を岩出町（現・岩出市）高塚198-1に新築移転。
- 2005年（平成17年）11月7日 - 旧・貴志川町、打田町、桃山町、粉河町、那賀町の5町が合併し、紀の川市となったため、管轄区域市町村数が、6町から、1市1町になった。
- 2006年（平成18年）4月1日 - 岩出町が市制施行し、岩出市となったため、管轄区域市町村数が、1市1町から、2市になった。
- 2021年（令和3年）3月 - 庁舎を増築。

## 組織
- 警務課
- 留置管理課
- 会計課
- 生活安全刑事課
- 地域課
- 交通課
- 警備課

## 交番
（ ）の中は所在地

### 紀の川市
- 粉河交番（紀の川市粉河948番地）
- 貴志川交番（紀の川市貴志川町前田128番地2）
- 打田交番（紀の川市打田1370番地7）
- 那賀交番（紀の川市名手市場309番地4）

### 岩出市
- 根来交番（岩出市桜台493番地）
- 畑毛交番（岩出市畑毛273番地の4）
- 岡田交番（岩出市岡田672番地の3）

## 警察官駐在所
（ ）の中は所在地。岩出市に警察官駐在所はない。

### 紀の川市
- 南中警察官駐在所（紀の川市南中372番地1）
- 調月警察官駐在所（紀の川市桃山町調月802番地1）
- 安楽川警察官駐在所（紀の川市桃山町市場141番地1）
- 鞆渕警察官駐在所（紀の川市中鞆渕879番地1）
- 長田警察官駐在所（紀の川市別所221番地1）
- 龍門警察官駐在所（紀の川市杉原257番地1）

## 警察官連絡所
（ ）の中は所在地
- 相谷警察官連絡所（岩出市相谷）
- 上岩出警察官連絡所（岩出市西国分）
- 山崎警察官連絡所（岩出市中黒）